# Harry Schäfer
Harry Schäfer (* 19. September 1990 in Uralsk) ist ein deutscher Schauspieler.

## Biographie und Werdegang
Von 2011 bis 2015 absolvierte Harry Schäfer eine Schauspielausbildung an der Hochschule für Schauspielkunst „Ernst Busch“ in Berlin.  Während der Ausbildung spielte er am Deutschen Theater Berlin in der Inszenierung Jugend Ohne Gott von Tilmann Köhler.
Ab der Spielzeit 2015/16 war Schäfer für drei Jahre Ensemblemitglied am Pfalztheater Kaiserslautern.
In der Spielzeit 2018/19 gastierte er am Volkstheater München in der Produktion Die Dämonen.
2020 spielte er die Rolle des  Max Franz im Film  Louis van Beethoven  von Nikolaus Stein von Kamienski.
Schäfer lebt in Köln.

## Filmografie (Auswahl)
- 2022: Wilsberg – Schmeckt nach Mord (Fernsehreihe)
- 2022: Bettys Diagnose (Fernsehserie, Folge Blinder Fleck)
- 2023: SOKO Köln (Fernsehserie, Folge Bambi ist tot!)
- 2023: Geheimkommando Familie (Fernsehfilm)
- 2023: Mona & Marie – Ein etwas anderer Geburtstag (Fernsehfilm)
- 2023: Briefe aus dem Jenseits
- 2024: Tatort: Unter Gärtnern
- 2024: Ein Fall für Zwei (Fernsehserie, Folge Showbizz)